# Belegering van Toledo (1085)
De Belegering van Toledo was Alfonso VI's belegering en verovering van Toledo, de hoofdstad van de taifa Toledo, van Yahya al-Qadir van de Dhulnunid-dynastie in mei 1085. De Castiliaanse verovering van de voormalige Visigotische hoofdstad werd bereikt door een strategie van uitputtingsoorlogvoering die in de voorgaande jaren door Castilië was ontwikkeld. Aangezien het een machtsverschuiving in Iberië vertegenwoordigde, was het beleg van Toledo de belangrijkste gebeurtenis in de taifa-periode.

## Context
In 1075 versloeg Alfonso VI, via een alliantie met de taifa Sevilla, de taifa Granada. Later dat jaar steunde Alfonso VI Toledo tegen de taifa Córdoba. Toen de koning van Toledo, Yahya al-Mamun, werd vermoord in Córdoba, nam Yahya al-Qadir de macht over in Toledo. Hij verdreef Alfonso's aanhangers, waardoor verdeeldheid onder zijn onderdanen werd aangewakkerd.

## Belegering
Alfonso VI zette in de herfst van 1084 voor het eerst een kamp op ten zuiden van Toledo. Dit was een permanent kamp, met als doel de stad voortdurend lastig te vallen totdat Alfonso het jaar daarop terugkeerde met een aanzienlijk leger. Alfonso zelf was in december terug in León.
Alfonso bracht medio maart 1085 zijn belangrijkste strijdkrachten. Na een belegering van ongeveer twee maanden gaf Yahya al-Qadir (die geen steun kon krijgen van naburige taifa's, Alfonso VI kon afbetalen of de stad zelf kon verdedigen) zich over. De voorwaarden, aanvaard op 6 mei 1085, omvatten garanties voor het leven, eigendom, vrijheid en religieuze uiting van moslims. Afspraken met de joodse bevolking van Toledo werden apart gemaakt. Alfonso trok op 25 mei formeel de stad binnen en tegen augustus hadden zijn troepen de omliggende gebieden in het Taagbekken veroverd, inclusief Madrid, en voegden ze toe aan het koninkrijk Castilië.

## Nalatenschap
De val van Toledo zorgde ervoor dat de heersers van de taifa's van Sevilla, Badajoz en Granada een gezamenlijke delegatie naar Yusuf ibn Tashfin van de Almoraviden stuurden om hulp te zoeken tegen Castilië.